# 亞瑟 (愛荷華州)
亞瑟（英語：Arthur）是美国艾奥瓦州艾達縣下轄的一个城市。2010年人口统计为206人。